# Nupskammen
Nupskammen är en bergstopp i Antarktis. Den ligger i Östantarktis. Norge gör anspråk på området. Toppen på Nupskammen är 2 274 meter över havet, eller 624 meter över den omgivande terrängen. Bredden vid basen är 8,4 km.
Terrängen runt Nupskammen är kuperad åt sydväst, men åt nordost är den platt. Trakten är glest befolkad. Närmaste befolkade plats är Troll research station, 15,7 km norr om Nupskammen. 